# 24148 Mychajliw
24148 Mychajliw è un asteroide della fascia principale. Scoperto nel 1999, presenta un'orbita caratterizzata da un semiasse maggiore pari a 2,4504931 UA e da un'eccentricità di 0,1195168, inclinata di 9,69001° rispetto all'eclittica.